# Wolf-Dieter Krause
Wolf-Dieter Krause (* 23. Juli 1945 in Eisenberg) ist ein deutscher Sprachwissenschaftler und Hochschullehrer.

## Leben und Wirken
Seine Reifeprüfung legte Wolf-Dieter Krause 1964 in Zeulenroda ab. Bis 1967 und von 1968 bis 1969 studierte er dann Russisch und Englisch an der Pädagogischen Hochschule Potsdam, von 1967 bis 1986 an der Universität Leningrad. Staatsexamen und Diplomprüfung absolvierte er 1969 an der PH Potsdam. Bis 1975 war er im Schuldienst in Schwedt tätig. Von 1975 bis 1989 arbeitete er dann als wissenschaftlicher Assistent an der Pädagogischen Hochschule Potsdam. Im Jahre 1978 promovierte er zum Dr. phil. an der PH Potsdam bei Walter Witt und habilitierte sich dort 1986. Seit 1989 lehrte er an dieser Hochschule als Dozent, von 1990 bis 2006 dann an der Universität Potsdam. Dort war er von bis zu seinem Eintritt in den Ruhestand 2010 außerplanmäßiger Professor für Linguistik und Deutsch als Fremd- bzw. Zweitsprache tätig.
In seinen Veröffentlichungen beschäftigt sich Wolf-Dieter Krause vor allem mit der Textlinguistik im Zusammenhang mit Deutsch als Fremd- und Zweitsprache.

## Veröffentlichungen (Auswahl)
- (Mitautor): Günter Böhme u. a.: Fremdsprachliche Kommunikation. Aufgaben, Handlungstypen, sprachliche Mittel. Verlag Enzyklopädie, Leipzig 1988, ISBN 3-324-00298-2.

- (Hrsg., mit Georg Michel): Sprachliche Felder und Textsorten (= Potsdamer Forschungen der Pädagogischen Hochschule "Karl Liebknecht", Reihe A, Bd. 90). Pädagogische Hochschule Potsdam 1988.
- Erfahrungen und Neubeginn. Zu einigen Aspekten der Lehrerqualifikation im Fach Deutsch als Fremdsprache in den neuen Bundesländern. In: Deutsch lernen, Bd. 17 (1992), H. 4, S. 357–368.
- Zum interlingualen Vergleich von Texten unter dem Aspekt von Deutsch als Fremdsprache. In: Csaba Földes (Hrsg.): Germanistik und Deutschlehrerausbildung. Festschrift zum hundertsten Jahrestag der Gründung des Lehrstuhls für deutsche Sprache und Literatur an der Pädagogischen Hochschule Szeged. Ed. Praesens, Wien 1993, S. 289–304, ISBN 963-450-279-2.
- Anmerkungen zur Theorie und Praxis von Deutsch als Fremdsprache in Potsdam. In: Karl-Heinz Siehr (Hrsg.): Funktionale Sprachbeschreibung in der DDR zwischen 1960 und 1990. Beiträge zur Bilanz und Kritik der "Potsdamer Richtung" (= Sprache, Bd. 21). Lang, Frankfurt/M. 1997, S. 367–382, ISBN 3-631-49070-4.
- Zur Theorie des interlingualen Vergleichs von Texten. In: Fremdsprachen und Hochschule, H. 52 (1998), S. 31–47.
- (Hrsg.): Textsorten. Kommunikationslinguistische und konfrontative Aspekte (= Sprache – System und Tätigkeit, Bd. 33). Lang, Frankfurt/M. 2000, ISBN 3-631-32267-4.
- (mit Ute Sändig): Testen und Bewerten kommunikativer Leistungen im Unterricht Deutsch als Fremdsprache. Linguistische Grundlagen und didaktische Angebote (= Sprache – System und Tätigkeit, Bd. 43). Lang, Frankfurt/M. 2002, ISBN 3-631-36547-0.
- Vom Text zum Text. Textlinguistische Grundlagen des Fremdsprachenunterrichts (DaF). In: Deutsche Sprache, Bd. 31 (2003), H. 4, S. 334–350.
- (Hrsg., mit Kirsten Adamzik): Text-Arbeiten. Textsorten im fremd- und muttersprachlichen Unterricht an Schule und Hochschule (= Europäische Studien zur Textlinguistik, Bd. 1). Narr, Tübingen 2005, ISBN 3-8233-6155-4 (2. überarb. u. erw. Auflage 2009, ISBN 978-3-8233-6423-8).
- (Hrsg.): Das Fremde und der Text. Universitäts-Verlag, Potsdam 2010, ISBN 978-3-86956-033-5.
- Textsorten, Textroutinen und sprachliche Stereotype aus der Sicht von Deutsch als Fremdsprache. In: Renate Freudenberg-Findeisen (Hrsg.): Auf dem Weg zu einer Textsortendidaktik. Linguistische Analysen und text(sorten)didaktische Bausteine nicht nur für den fremdsprachlichen Deutschunterricht (= Thema Deutsch, Bd. 13). Olms, Hildesheim 2016, S. 83–99, ISBN 3-487-15449-8.
- (Deutsch-)fremdsprachige Alltagstexte. Linguistische und kulturelle Hintergründe. In: Inge Pohl/Horst Ehrhardt (Hrsg.): Schrifttexte im Kommunikationsbereich Alltag (= Sprache – System und Tätigkeit, Bd. 68). Lang, Frankfurt/M. 2016, S. 317–334, ISBN 3-631-65996-2.